# 臭春黄菊
臭春黄菊（学名：Anthemis cotula）为菊科春黄菊属的植物。原生長于欧洲及北非，目前已擴展至中国、北美洲、非洲南部、澳大利亞等地生長。